# Puno (departement)

Regionens läge i Peru

Puno är ett av 24 departement i Peru. Det gränsar till Bolivia i öst, Madre de Dios i norr, Cusco och Arequipa i väst, Moquegua i sydväst, och med Tacna i söder. Huvudorten är staden Puno, som ligger vid Titicacasjön i det som brukar kallas Altiplano eller det högt belägna bergsområdet.
Departementet har 1 297 103 invånare (2004) på en yta av 71 999 kvadratkilometer.

## Geografi

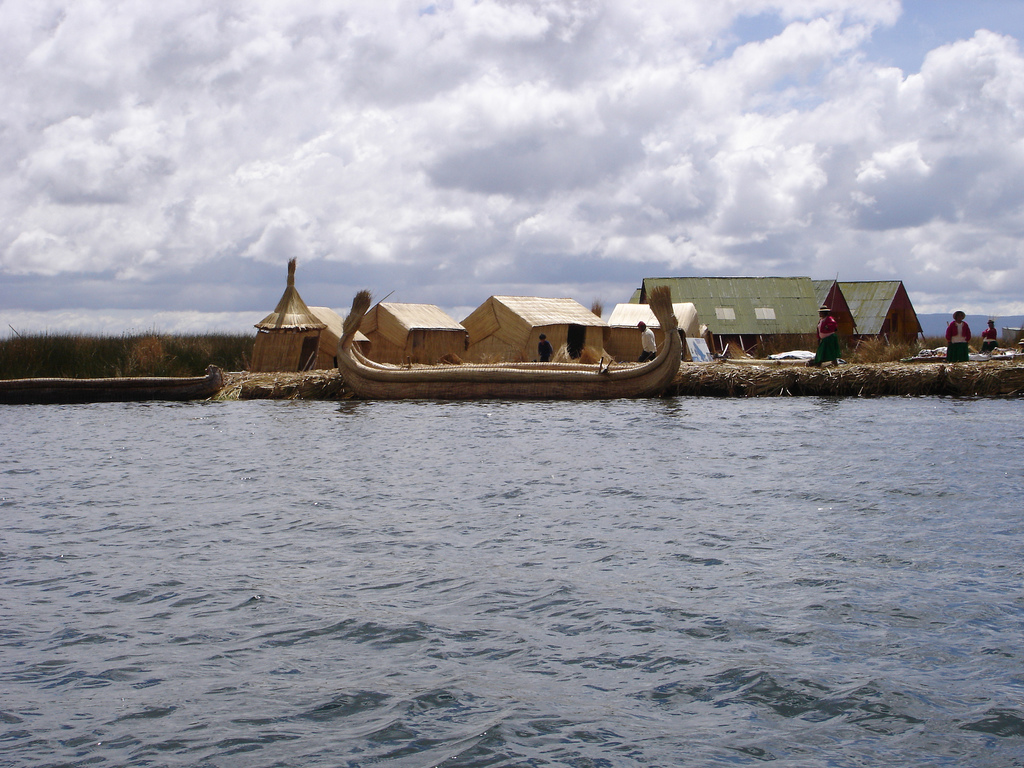
Titicacasjön, som är delvis belägen i Punoregionen

Punodepartementet är beläget på Collao-platån. Västra delen av Titicacasjön, som är världens högst belägna navigerbara sjö, ligger i denna region. Anderna tar upp 70% av regionens yta och resten täcks av Amazonas regnskog.
Klimatet är kallt och torrt, med fyra månaders regnsäsong, å andra sidan är klimatet i regnskogen varmt. Vattentillgångarna tas från Titicacasjön, 50 sjöar och mer än 300 floder. Det finns också en betydelsefulla grundvattentillgångar.

## Administrativ indelning
Departementet är indelat i 13 provinser, vilka består av 107 distrikt. Provinserna är (med huvudorterna inom parentes) är:
- Azángaro (Azángaro)
- Carabaya (Macusani)
- Chucuito (Juli)
- El Collao (Ilave)
- Huancané (Huancané)
- Lampa (Lampa)
- Melgar (Ayaviri)
- Moho (Moho)
- Puno (Puno)
- San Antonio de Putina (Putina)
- Sandia (Sandia)
- San Román (Juliaca)
- Yunguyo (Yunguyo)

## Historia
I forna tider var Collao-platån bebodd av Aymara-grupper (Collas, Zapanas, Kallahuayos och Lupacas). Folkgruppen Quechuas kom senare. 
Enligt krönikören Inca Garcilaso de la Vega sammanfaller dessa tider med legenden om Manco Capac och Mama Ocllo, vilka kom upp ur vattnet i Titicacasjön för att grunda Inkariket. 
Aymarakulturen, också känd som Putina, var den viktigaste och mest inflytelserika prekolumbianska kulturen i regionen. 
Under perioden för vicehertigdömet var Puno den obligatoriska vägen för resande till Potosí, Bolivia. 1668, utsåg vicehertigen Conde de Lemos San Juan Bautista de Puno som huvudort för provinsen Paucarcolla. Senare, kallades orten San Carlos de Puno, till ära för den regerande kungen Karl II av Spanien.
1870 invigdes järnvägslinjen Arequipa-Puno och sjöfarten på Titicacasjön började.

## Folkloristisk huvudstad i Peru
Staden Puno har kallats "Perus folkloristiska huvudstad" tack vare de rika artistiska och kulturella uttrycken, särskilt i dansen. De märks mest under firandet av "Virgen de la Candelaria" (Kyndelsmässodagen) och den regionala tävlingen för ursprungsbefolkningens danser.

## Uros
Puno omges av 41 flytande öar, och fram till i dag har Uros-folket varit beroende av sjön för sin överlevnad. Området runt staden var det område där Aymarakulturen växte började.

## Kommunikationer
Puno har järnvägsförbindelse med Cusco och Arequipa.
Båtförbindelse upprätthålls med Bolivia på Titicacasjön.
Punos flygplats heter Inca Manco Capac International Airport och är belägen i det närbelägna Juliaca.